# 奈良坂紘一
奈良坂 紘一（ならさか こういち、1944年5月6日 - ） は、日本の化学者。東京大学名誉教授。奈良坂・プラサード還元発見者。

## 人物・経歴
宮城県生まれ。1967年東京工業大学理工学部化学科卒業。指導教官は向山光昭。1972年東京工業大学大学院理工学研究科博士課程修了、工学博士。同年東京工業大学理学部助手。1973年東京大学理学部助手。1975年東京大学理学部講師、ハーバード大学博士研究員。1978年東京大学理学部助教授。1987年東京大学理学部教授。1993年東京大学大学院理学系研究科教授。2007年退職、東京大学名誉教授、南洋理工大学教授。2013年国立交通大学教授。専門は有機合成化学。

## 受賞
- 日本化学会進歩賞 1978年度[5]
- 日本化学会賞 1999年度[5]
- 東レ科学技術賞 2005年[6]
- 日本化学会フェロー 2007年度[7]